# Висмар
Висмар (њем. Wismar, д. сак. Wismer) град је у њемачкој савезној држави Мекленбург-Западна Померанија. Висмар је лучки град на Балтику. Налази се 45 километара источно од Либека и 30 километара северно од Шверина. Висмар има бројне цркве и грађевине, углавном грађене циглом, које илуструју типичну архитектуру градова ханзе. Стога је од 2002, заједно са Штралсундом, стављен на листу светске баштине УНЕСКО. Посједује регионалну шифру (AGS) 13006000, NUTS (DE806) и LOCODE (DE WIS) код.

## Географски и демографски подаци
Град се налази на надморској висини од 15 метара. Површина општине износи 41,6 km².

## Становништво
У самом граду је, према процјени из 2010. године, живјело 44.730 становника. Просјечна густина становништва износи 1.074 становника/km².

## Галерија
- Кућа „Стари Швеђанин“
- Градски историјски музеј
- Стара лука
- Црква Светог Николаја
- Улица Кремер у старом граду